# ZLM Tour 2023
ZLM Tour 2023 var den 34. udgave af det hollandske etapeløb ZLM Tour. Cykelløbets prolog og fire etaper havde en samlet distance på 746,3 km, og blev kørt fra 7. juni med start i Heinkenszand til 11. juni 2023 hvor der var mål i Oosterhout. Løbet var en del af UCI ProSeries 2023.
For andet år i træk blev Team Jumbo-Vismas hollandske sprinter Olav Kooij samlet vinder af løbet.

## Etaperne
| Etape    | Dato     | Start – Mål                 | type        | Afstand (km) | Elevation (m) | Etapevinder      | Førende rytter |
| -------- | -------- | --------------------------- | ----------- | ------------ | ------------- | ---------------- | -------------- |
| Prolog   | 7. jun.  | Heinkenszand – Heinkenszand | enkeltstart | 6,6          | 6 m           | Nils Eekhoff     | Nils Eekhoff   |
| 1. etape | 8. jun.  | Westkapelle – 's-Heerenhoek | flad etape  | 202,5        | 197 m         | Yentl Vandevelde | Nils Eekhoff   |
| 2. etape | 9. jun.  | Schijndel – Buchten         | flad etape  | 184,1        | 336 m         | Jakub Mareczko   | Olav Kooij     |
| 3. etape | 10. jun. | Roosendaal – Roosendaal     | flad etape  | 194,1        | 218 m         | Arvid de Kleijn  | Olav Kooij     |
| 4. etape | 11. jun. | Oosterhout – Oosterhout     | flad etape  | 158,5        | 158 m         | Olav Kooij       | Olav Kooij     |

### Prolog
| Heinkenszand - Heinkenszand | enkeltstart | (6,6 km) |

| \| Etaperesultat \| Etaperesultat \| Etaperesultat \| Etaperesultat \| Etaperesultat \| \| Rytter \| Rytter \| Hold \| Tid \| \| \| ------------- \| ------------------- \| ---------------------- \| ------------- \| ------------- \| \| 1. \| Nils Eekhoff \| Team DSM \| 7' 27" \| \| \| 2. \| Alexander Edmondson \| Team DSM \| + 1" \| \| \| 3. \| Olav Kooij \| Jumbo-Visma \| + 1" \| \| \| 4. \| Maikel Zijlaard \| Tudor Pro Cycling Team \| + 3" \| \| \| 5. \| Sam Welsford \| Team DSM \| + 4" \| \| \| 6. \| Cees Bol \| Astana Qazaqstan Team \| + 6" \| \| \| 7. \| Tim van Dijke \| Jumbo-Visma \| + 8" \| \| \| 8. \| Jos van Emden \| Jumbo-Visma \| + 9" \| \| \| 9. \| Patrick Eddy \| Team DSM \| + 9" \| \| \| 10. \| Noah Vandenbranden \| Team Flanders-Baloise \| + 11" \| \| |                     |                        |        |
| |                     |                        |        |
| Kilde: ProCyclingStats |                     |                        |        |
| Etaperesultat |                     |                        |        |
| Rytter | Rytter              | Hold                   | Tid    |
| 1. | Nils Eekhoff        | Team DSM               | 7' 27" |
| 2. | Alexander Edmondson | Team DSM               | + 1"   |
| 3. | Olav Kooij          | Jumbo-Visma            | + 1"   |
| 4. | Maikel Zijlaard     | Tudor Pro Cycling Team | + 3"   |
| 5. | Sam Welsford        | Team DSM               | + 4"   |
| 6. | Cees Bol            | Astana Qazaqstan Team  | + 6"   |
| 7. | Tim van Dijke       | Jumbo-Visma            | + 8"   |
| 8. | Jos van Emden       | Jumbo-Visma            | + 9"   |
| 9. | Patrick Eddy        | Team DSM               | + 9"   |
| 10. | Noah Vandenbranden  | Team Flanders-Baloise  | + 11"  |

| \| Samlede stilling \| Samlede stilling \| Samlede stilling \| Samlede stilling \| Samlede stilling \| \| Rytter \| Rytter \| Hold \| Tid \| \| \| ---------------- \| ------------------- \| ---------------------- \| ---------------- \| ---------------- \| \| 1. \| Nils Eekhoff \| Team DSM \| 7' 27" \| \| \| 2. \| Alexander Edmondson \| Team DSM \| + 1" \| \| \| 3. \| Olav Kooij \| Jumbo-Visma \| + 1" \| \| \| 4. \| Maikel Zijlaard \| Tudor Pro Cycling Team \| + 3" \| \| \| 5. \| Sam Welsford \| Team DSM \| + 4" \| \| \| 6. \| Cees Bol \| Astana Qazaqstan Team \| + 6" \| \| \| 7. \| Tim van Dijke \| Jumbo-Visma \| + 8" \| \| \| 8. \| Jos van Emden \| Jumbo-Visma \| + 9" \| \| \| 9. \| Patrick Eddy \| Team DSM \| + 9" \| \| \| 10. \| Noah Vandenbranden \| Team Flanders-Baloise \| + 11" \| \| |                     |                        |        |
| |                     |                        |        |
| Kilde: ProCyclingStats |                     |                        |        |
| Samlede stilling |                     |                        |        |
| Rytter | Rytter              | Hold                   | Tid    |
| 1. | Nils Eekhoff        | Team DSM               | 7' 27" |
| 2. | Alexander Edmondson | Team DSM               | + 1"   |
| 3. | Olav Kooij          | Jumbo-Visma            | + 1"   |
| 4. | Maikel Zijlaard     | Tudor Pro Cycling Team | + 3"   |
| 5. | Sam Welsford        | Team DSM               | + 4"   |
| 6. | Cees Bol            | Astana Qazaqstan Team  | + 6"   |
| 7. | Tim van Dijke       | Jumbo-Visma            | + 8"   |
| 8. | Jos van Emden       | Jumbo-Visma            | + 9"   |
| 9. | Patrick Eddy        | Team DSM               | + 9"   |
| 10. | Noah Vandenbranden  | Team Flanders-Baloise  | + 11"  |

### 1. etape
| Westkapelle - 's-Heerenhoek | flad etape | (202,5 km) |

| \| Etaperesultat \| Etaperesultat \| Etaperesultat \| Etaperesultat \| Etaperesultat \| \| Rytter \| Rytter \| Hold \| Tid \| \| \| ------------- \| ------------------ \| -------------------------- \| ------------- \| ------------- \| \| 1. \| Yentl Vandevelde \| TDT-Unibet \| 4t 21' 52" \| \| \| 2. \| Alexander Konysjev \| Team Corratec-Selle Italia \| + 1" \| \| \| 3. \| Bert-Jan Lindeman \| VolkerWessels Cycling Team \| + 6" \| \| \| 4. \| Emiel Vermeulen \| BEAT Cycling Club \| + 6" \| \| \| 5. \| Martijn Rasenberg \| À Bloc CT \| + 6" \| \| \| 6. \| Sam Welsford \| Team DSM \| + 6" \| \| \| 7. \| Arvid de Kleijn \| Tudor Pro Cycling Team \| + 6" \| \| \| 8. \| Matteo Malucelli \| Bingoal WB \| + 6" \| \| \| 9. \| Olav Kooij \| Jumbo-Visma \| + 6" \| \| \| 10. \| Manuel Peñalver \| Burgos-BH \| + 6" \| \| |                    |                            |            |
| |                    |                            |            |
| Kilde: ProCyclingStats |                    |                            |            |
| Etaperesultat |                    |                            |            |
| Rytter | Rytter             | Hold                       | Tid        |
| 1. | Yentl Vandevelde   | TDT-Unibet                 | 4t 21' 52" |
| 2. | Alexander Konysjev | Team Corratec-Selle Italia | + 1"       |
| 3. | Bert-Jan Lindeman  | VolkerWessels Cycling Team | + 6"       |
| 4. | Emiel Vermeulen    | BEAT Cycling Club          | + 6"       |
| 5. | Martijn Rasenberg  | À Bloc CT                  | + 6"       |
| 6. | Sam Welsford       | Team DSM                   | + 6"       |
| 7. | Arvid de Kleijn    | Tudor Pro Cycling Team     | + 6"       |
| 8. | Matteo Malucelli   | Bingoal WB                 | + 6"       |
| 9. | Olav Kooij         | Jumbo-Visma                | + 6"       |
| 10. | Manuel Peñalver    | Burgos-BH                  | + 6"       |

| \| Samlede stilling \| Samlede stilling \| Samlede stilling \| Samlede stilling \| Samlede stilling \| \| Rytter \| Rytter \| Hold \| Tid \| \| \| ---------------- \| ------------------- \| --------------------- \| ---------------- \| ---------------- \| \| 1. \| Nils Eekhoff \| Team DSM \| 4t 29' 25" \| \| \| 2. \| Alexander Edmondson \| Team DSM \| + 1" \| \| \| 3. \| Olav Kooij \| Jumbo-Visma \| + 1" \| \| \| 4. \| Sam Welsford \| Team DSM \| + 4" \| \| \| 5. \| Cees Bol \| Astana Qazaqstan Team \| + 6" \| \| \| 6. \| Tim van Dijke \| Jumbo-Visma \| + 15" \| \| \| 7. \| Joren Bloem \| TDT-Unibet \| + 20" \| \| \| 8. \| Robbe Ghys \| Alpecin-Deceuninck \| + 22" \| \| \| 9. \| Hartthijs de Vries \| TDT-Unibet \| + 22" \| \| \| 10. \| Mark Cavendish \| Astana Qazaqstan Team \| + 23" \| \| |                     |                       |            |
| |                     |                       |            |
| Kilde: ProCyclingStats |                     |                       |            |
| Samlede stilling |                     |                       |            |
| Rytter | Rytter              | Hold                  | Tid        |
| 1. | Nils Eekhoff        | Team DSM              | 4t 29' 25" |
| 2. | Alexander Edmondson | Team DSM              | + 1"       |
| 3. | Olav Kooij          | Jumbo-Visma           | + 1"       |
| 4. | Sam Welsford        | Team DSM              | + 4"       |
| 5. | Cees Bol            | Astana Qazaqstan Team | + 6"       |
| 6. | Tim van Dijke       | Jumbo-Visma           | + 15"      |
| 7. | Joren Bloem         | TDT-Unibet            | + 20"      |
| 8. | Robbe Ghys          | Alpecin-Deceuninck    | + 22"      |
| 9. | Hartthijs de Vries  | TDT-Unibet            | + 22"      |
| 10. | Mark Cavendish      | Astana Qazaqstan Team | + 23"      |

### 2. etape
| Schijndel - Buchten | flad etape | (184,1 km) |

| \| Etaperesultat \| Etaperesultat \| Etaperesultat \| Etaperesultat \| Etaperesultat \| \| Rytter \| Rytter \| Hold \| Tid \| \| \| ------------- \| ---------------- \| ---------------------------------- \| ------------- \| ------------- \| \| 1. \| Jakub Mareczko \| Alpecin-Deceuninck \| 4t 05' 46" \| \| \| 2. \| Olav Kooij \| Jumbo-Visma \| + 0" \| \| \| 3. \| Robbe Ghys \| Alpecin-Deceuninck \| + 0" \| \| \| 4. \| Matteo Malucelli \| Bingoal WB \| + 0" \| \| \| 5. \| Arvid de Kleijn \| Tudor Pro Cycling Team \| + 0" \| \| \| 6. \| Jules Hesters \| Team Flanders-Baloise \| + 0" \| \| \| 7. \| Manuel Peñalver \| Burgos-BH \| + 0" \| \| \| 8. \| Matteo Moschetti \| Q36.5 Pro Cycling Team \| + 0" \| \| \| 9. \| Jesper Rasch \| À Bloc CT \| + 0" \| \| \| 10. \| Filippo Fiorelli \| Green Project-Bardiani CSF-Faizanè \| + 0" \| \| |                  |                                    |            |
| |                  |                                    |            |
| Kilde: ProCyclingStats |                  |                                    |            |
| Etaperesultat |                  |                                    |            |
| Rytter | Rytter           | Hold                               | Tid        |
| 1. | Jakub Mareczko   | Alpecin-Deceuninck                 | 4t 05' 46" |
| 2. | Olav Kooij       | Jumbo-Visma                        | + 0"       |
| 3. | Robbe Ghys       | Alpecin-Deceuninck                 | + 0"       |
| 4. | Matteo Malucelli | Bingoal WB                         | + 0"       |
| 5. | Arvid de Kleijn  | Tudor Pro Cycling Team             | + 0"       |
| 6. | Jules Hesters    | Team Flanders-Baloise              | + 0"       |
| 7. | Manuel Peñalver  | Burgos-BH                          | + 0"       |
| 8. | Matteo Moschetti | Q36.5 Pro Cycling Team             | + 0"       |
| 9. | Jesper Rasch     | À Bloc CT                          | + 0"       |
| 10. | Filippo Fiorelli | Green Project-Bardiani CSF-Faizanè | + 0"       |

| \| Samlede stilling \| Samlede stilling \| Samlede stilling \| Samlede stilling \| Samlede stilling \| \| Rytter \| Rytter \| Hold \| Tid \| \| \| ---------------- \| ------------------- \| --------------------- \| ---------------- \| ---------------- \| \| 1. \| Olav Kooij \| Jumbo-Visma \| 8t 35' 06" \| \| \| 2. \| Nils Eekhoff \| Team DSM \| + 5" \| \| \| 3. \| Alexander Edmondson \| Team DSM \| + 6" \| \| \| 4. \| Sam Welsford \| Team DSM \| + 9" \| \| \| 5. \| Cees Bol \| Astana Qazaqstan Team \| + 11" \| \| \| 6. \| Tim van Dijke \| Jumbo-Visma \| + 20" \| \| \| 7. \| Hartthijs de Vries \| TDT-Unibet \| + 21" \| \| \| 8. \| Robbe Ghys \| Alpecin-Deceuninck \| + 23" \| \| \| 9. \| Joren Bloem \| TDT-Unibet \| + 25" \| \| \| 10. \| Mark Cavendish \| Astana Qazaqstan Team \| + 28" \| \| |                     |                       |            |
| |                     |                       |            |
| Kilde: ProCyclingStats |                     |                       |            |
| Samlede stilling |                     |                       |            |
| Rytter | Rytter              | Hold                  | Tid        |
| 1. | Olav Kooij          | Jumbo-Visma           | 8t 35' 06" |
| 2. | Nils Eekhoff        | Team DSM              | + 5"       |
| 3. | Alexander Edmondson | Team DSM              | + 6"       |
| 4. | Sam Welsford        | Team DSM              | + 9"       |
| 5. | Cees Bol            | Astana Qazaqstan Team | + 11"      |
| 6. | Tim van Dijke       | Jumbo-Visma           | + 20"      |
| 7. | Hartthijs de Vries  | TDT-Unibet            | + 21"      |
| 8. | Robbe Ghys          | Alpecin-Deceuninck    | + 23"      |
| 9. | Joren Bloem         | TDT-Unibet            | + 25"      |
| 10. | Mark Cavendish      | Astana Qazaqstan Team | + 28"      |

### 3. etape
| Roosendaal - Roosendaal | flad etape | (194,1 km) |

| \| Etaperesultat \| Etaperesultat \| Etaperesultat \| Etaperesultat \| Etaperesultat \| \| Rytter \| Rytter \| Hold \| Tid \| \| \| ------------- \| ------------------- \| ---------------------------------- \| ------------- \| ------------- \| \| 1. \| Arvid de Kleijn \| Tudor Pro Cycling Team \| 4t 16' 35" \| \| \| 2. \| Jakub Mareczko \| Alpecin-Deceuninck \| + 0" \| \| \| 3. \| Matteo Moschetti \| Q36.5 Pro Cycling Team \| + 0" \| \| \| 4. \| Matteo Malucelli \| Bingoal WB \| + 0" \| \| \| 5. \| Jules Hesters \| Team Flanders-Baloise \| + 0" \| \| \| 6. \| Enrico Zanoncello \| Green Project-Bardiani CSF-Faizanè \| + 0" \| \| \| 7. \| Giovanni Lonardi \| Eolo-Kometa \| + 0" \| \| \| 8. \| Filippo Fiorelli \| Green Project-Bardiani CSF-Faizanè \| + 0" \| \| \| 9. \| Alexander Edmondson \| Team DSM \| + 0" \| \| \| 10. \| Mārtiņš Pluto \| À Bloc CT \| + 0" \| \| |                     |                                    |            |
| |                     |                                    |            |
| Kilde: ProCyclingStats |                     |                                    |            |
| Etaperesultat |                     |                                    |            |
| Rytter | Rytter              | Hold                               | Tid        |
| 1. | Arvid de Kleijn     | Tudor Pro Cycling Team             | 4t 16' 35" |
| 2. | Jakub Mareczko      | Alpecin-Deceuninck                 | + 0"       |
| 3. | Matteo Moschetti    | Q36.5 Pro Cycling Team             | + 0"       |
| 4. | Matteo Malucelli    | Bingoal WB                         | + 0"       |
| 5. | Jules Hesters       | Team Flanders-Baloise              | + 0"       |
| 6. | Enrico Zanoncello   | Green Project-Bardiani CSF-Faizanè | + 0"       |
| 7. | Giovanni Lonardi    | Eolo-Kometa                        | + 0"       |
| 8. | Filippo Fiorelli    | Green Project-Bardiani CSF-Faizanè | + 0"       |
| 9. | Alexander Edmondson | Team DSM                           | + 0"       |
| 10. | Mārtiņš Pluto       | À Bloc CT                          | + 0"       |

| \| Samlede stilling \| Samlede stilling \| Samlede stilling \| Samlede stilling \| Samlede stilling \| \| Rytter \| Rytter \| Hold \| Tid \| \| \| ---------------- \| ------------------- \| --------------------- \| ---------------- \| ---------------- \| \| 1. \| Olav Kooij \| Jumbo-Visma \| 12t 51' 41" \| \| \| 2. \| Nils Eekhoff \| Team DSM \| + 5" \| \| \| 3. \| Alexander Edmondson \| Team DSM \| + 6" \| \| \| 4. \| Sam Welsford \| Team DSM \| + 9" \| \| \| 5. \| Cees Bol \| Astana Qazaqstan Team \| + 11" \| \| \| 6. \| Tim van Dijke \| Jumbo-Visma \| + 20" \| \| \| 7. \| Hartthijs de Vries \| TDT-Unibet \| + 21" \| \| \| 8. \| Robbe Ghys \| Alpecin-Deceuninck \| + 23" \| \| \| 9. \| Joren Bloem \| TDT-Unibet \| + 25" \| \| \| 10. \| Mark Cavendish \| Astana Qazaqstan Team \| + 28" \| \| |                     |                       |             |
| |                     |                       |             |
| Kilde: ProCyclingStats |                     |                       |             |
| Samlede stilling |                     |                       |             |
| Rytter | Rytter              | Hold                  | Tid         |
| 1. | Olav Kooij          | Jumbo-Visma           | 12t 51' 41" |
| 2. | Nils Eekhoff        | Team DSM              | + 5"        |
| 3. | Alexander Edmondson | Team DSM              | + 6"        |
| 4. | Sam Welsford        | Team DSM              | + 9"        |
| 5. | Cees Bol            | Astana Qazaqstan Team | + 11"       |
| 6. | Tim van Dijke       | Jumbo-Visma           | + 20"       |
| 7. | Hartthijs de Vries  | TDT-Unibet            | + 21"       |
| 8. | Robbe Ghys          | Alpecin-Deceuninck    | + 23"       |
| 9. | Joren Bloem         | TDT-Unibet            | + 25"       |
| 10. | Mark Cavendish      | Astana Qazaqstan Team | + 28"       |

### 4. etape
| Oosterhout - Oosterhout | flad etape | (158,5 km) |

| \| Etaperesultat \| Etaperesultat \| Etaperesultat \| Etaperesultat \| Etaperesultat \| \| Rytter \| Rytter \| Hold \| Tid \| \| \| ------------- \| ---------------- \| ---------------------------------- \| ------------- \| ------------- \| \| 1. \| Olav Kooij \| Jumbo-Visma \| 3t 27' 06" \| \| \| 2. \| Sam Welsford \| Team DSM \| + 0" \| \| \| 3. \| Jakub Mareczko \| Alpecin-Deceuninck \| + 0" \| \| \| 4. \| Arvid de Kleijn \| Tudor Pro Cycling Team \| + 0" \| \| \| 5. \| Yoeri Havik \| BEAT Cycling Club \| + 0" \| \| \| 6. \| Matteo Malucelli \| Bingoal WB \| + 0" \| \| \| 7. \| Jules Hesters \| Team Flanders-Baloise \| + 0" \| \| \| 8. \| Giovanni Lonardi \| Eolo-Kometa \| + 0" \| \| \| 9. \| Manuel Peñalver \| Burgos-BH \| + 0" \| \| \| 10. \| Filippo Fiorelli \| Green Project-Bardiani CSF-Faizanè \| + 0" \| \| |                  |                                    |            |
| |                  |                                    |            |
| Kilde: ProCyclingStats |                  |                                    |            |
| Etaperesultat |                  |                                    |            |
| Rytter | Rytter           | Hold                               | Tid        |
| 1. | Olav Kooij       | Jumbo-Visma                        | 3t 27' 06" |
| 2. | Sam Welsford     | Team DSM                           | + 0"       |
| 3. | Jakub Mareczko   | Alpecin-Deceuninck                 | + 0"       |
| 4. | Arvid de Kleijn  | Tudor Pro Cycling Team             | + 0"       |
| 5. | Yoeri Havik      | BEAT Cycling Club                  | + 0"       |
| 6. | Matteo Malucelli | Bingoal WB                         | + 0"       |
| 7. | Jules Hesters    | Team Flanders-Baloise              | + 0"       |
| 8. | Giovanni Lonardi | Eolo-Kometa                        | + 0"       |
| 9. | Manuel Peñalver  | Burgos-BH                          | + 0"       |
| 10. | Filippo Fiorelli | Green Project-Bardiani CSF-Faizanè | + 0"       |

## Trøjernes fordeling gennem løbet
| Etape    |             | Vinder _         | Samlede stilling | Pointtrøje     | Ungdomstrøje | Holdkonkurrence _ |
| -------- | ----------- | ---------------- | ---------------- | -------------- | ------------ | ----------------- |
| Prolog   | enkeltstart | Nils Eekhoff     | Nils Eekhoff     | Nils Eekhoff   | Olav Kooij   | Team DSM          |
| 1. etape | flad etape  | Yentl Vandevelde | Nils Eekhoff     | Nils Eekhoff   | Olav Kooij   | Team DSM          |
| 2. etape | flad etape  | Jakub Mareczko   | Olav Kooij       | Olav Kooij     | Olav Kooij   | Team DSM          |
| 3. etape | flad etape  | Arvid de Kleijn  | Olav Kooij       | Jakub Mareczko | Olav Kooij   | Team DSM          |
| 4. etape | flad etape  | Olav Kooij       | Olav Kooij       | Olav Kooij     | Olav Kooij   | Team DSM          |
| Samlet   | Samlet      |                  | Olav Kooij       | Olav Kooij     | Olav Kooij   | Team DSM          |

## Resultater

### Samlede stilling
| \| Samlede stilling \| Samlede stilling \| Samlede stilling \| Samlede stilling \| Samlede stilling \| \| Rytter \| Rytter \| Hold \| Tid \| \| \| ---------------- \| ------------------- \| --------------------- \| ---------------- \| ---------------- \| \| 1. \| Olav Kooij \| Jumbo-Visma \| 16t 18' 37" \| \| \| 2. \| Sam Welsford \| Team DSM \| + 13" \| \| \| 3. \| Nils Eekhoff \| Team DSM \| + 15" \| \| \| 4. \| Alexander Edmondson \| Team DSM \| + 16" \| \| \| 5. \| Cees Bol \| Astana Qazaqstan Team \| + 21" \| \| \| 6. \| Tim van Dijke \| Jumbo-Visma \| + 30" \| \| \| 7. \| Robbe Ghys \| Alpecin-Deceuninck \| + 33" \| \| \| 8. \| Joren Bloem \| TDT-Unibet \| + 35" \| \| \| 9. \| Mark Cavendish \| Astana Qazaqstan Team \| + 38" \| \| \| 10. \| Hartthijs de Vries \| TDT-Unibet \| + 41" \| \| |                     |                       |             |
| |                     |                       |             |
| Kilde: ProCyclingStats |                     |                       |             |
| Samlede stilling |                     |                       |             |
| Rytter | Rytter              | Hold                  | Tid         |
| 1. | Olav Kooij          | Jumbo-Visma           | 16t 18' 37" |
| 2. | Sam Welsford        | Team DSM              | + 13"       |
| 3. | Nils Eekhoff        | Team DSM              | + 15"       |
| 4. | Alexander Edmondson | Team DSM              | + 16"       |
| 5. | Cees Bol            | Astana Qazaqstan Team | + 21"       |
| 6. | Tim van Dijke       | Jumbo-Visma           | + 30"       |
| 7. | Robbe Ghys          | Alpecin-Deceuninck    | + 33"       |
| 8. | Joren Bloem         | TDT-Unibet            | + 35"       |
| 9. | Mark Cavendish      | Astana Qazaqstan Team | + 38"       |
| 10. | Hartthijs de Vries  | TDT-Unibet            | + 41"       |

### Pointkonkurrencen
| Pointkonkurrence | Pointkonkurrence    | Pointkonkurrence       | Pointkonkurrence | Pointkonkurrence |
| Rytter           | Rytter              | Hold                   | Point            |                  |
| ---------------- | ------------------- | ---------------------- | ---------------- | ---------------- |
| 1.               | Olav Kooij          | Jumbo-Visma            | 39 point         |                  |
| 2.               | Jakub Mareczko      | Alpecin-Deceuninck     | 37 point         |                  |
| 3.               | Arvid de Kleijn     | Tudor Pro Cycling Team | 33 point         |                  |
| 4.               | Matteo Malucelli    | Bingoal WB             | 24 point         |                  |
| 5.               | Sam Welsford        | Team DSM               | 23 point         |                  |
| 6.               | Jules Hesters       | Team Flanders-Baloise  | 15 point         |                  |
| 7.               | Nils Eekhoff        | Team DSM               | 15 point         |                  |
| 8.               | Yentl Vandevelde    | TDT-Unibet             | 15 point         |                  |
| 9.               | Alexander Edmondson | Team DSM               | 14 point         |                  |
| 10.              | Matteo Moschetti    | Q36.5 Pro Cycling Team | 13 point         |                  |

### Ungdomskonkurrencen
| Ungdomskonkurrence | Ungdomskonkurrence    | Ungdomskonkurrence                 | Ungdomskonkurrence | Ungdomskonkurrence |
| Rytter             | Rytter                | Hold                               | Tid                |                    |
| ------------------ | --------------------- | ---------------------------------- | ------------------ | ------------------ |
| 1.                 | Olav Kooij            | Jumbo-Visma                        | 16t 18' 37"        |                    |
| 2.                 | Tobias Lund Andresen  | Team DSM                           | + 1' 11"           |                    |
| 3.                 | Tobias Aagaard Hansen | Leopard TOGT Pro Cycling           | + 1' 48"           |                    |
| 4.                 | Lars Hohmann          | Metec-Solarwatt p/b Mantel         | + 1' 53"           |                    |
| 5.                 | Milan Fretin          | Team Flanders-Baloise              | + 2' 55"           |                    |
| 6.                 | Iker Bonillo          | Green Project-Bardiani CSF-Faizanè | + 7' 47"           |                    |
| 7.                 | Javier Serrano        | Eolo-Kometa                        | + 8' 42"           |                    |
| 8.                 | Mike Bronswijk        | Allinq Continental Cycling Team    | + 10' 14"          |                    |
| 9.                 | Noah Vandenbranden    | Team Flanders-Baloise              | + 10' 56"          |                    |
| 10.                | Thibaut Bernard       | Bingoal WB Devo Team               | + 11' 02"          |                    |

### Holdkonkurrencen
| Holdkonkurrence | Holdkonkurrence        | Holdkonkurrence | Holdkonkurrence |
| Hold            | Hold                   | Tid             |                 |
| --------------- | ---------------------- | --------------- | --------------- |
| 1.              | Team DSM               | 48t 56' 41"     |                 |
| 2.              | TDT-Unibet             | + 1' 21"        |                 |
| 3.              | Alpecin-Deceuninck     | + 1' 26"        |                 |
| 4.              | Tudor Pro Cycling Team | + 1' 27"        |                 |
| 5.              | Jumbo-Visma            | + 1' 35"        |                 |
| 6.              | Team Flanders-Baloise  | + 2' 16"        |                 |
| 7.              | Beat Cycling Club      | + 2' 19"        |                 |
| 8.              | Eolo-Kometa            | + 2' 42"        |                 |
| 9.              | Bingoal WB             | + 2' 46"        |                 |
| 10.             | Q36.5 Pro Cycling Team | + 2' 53"        |                 |

## Hold og ryttere
| UCI WorldTeams (4)- Jumbo-Visma - Team DSM - Alpecin-Deceuninck - Astana Qazaqstan Team UCI ProTeams (8)- Burgos-BH - Green Project-Bardiani CSF-Faizanè - Team Corratec-Selle Italia - Eolo-Kometa - Bingoal WB - Team Flanders-Baloise - Q36.5 Pro Cycling Team - Tudor Pro Cycling Team UCI Kontinentalhold (8)- À Bloc CT - Metec-Solarwatt p/b Mantel - Volkerwessels Cycling Team - Allinq Continental Cycling Team - TDT-Unibet - Bike Aid - Leopard TOGT Pro Cycling - Beat Cycling Club |
| |

### Danske ryttere
| Danske ryttere på startlisten |                            |                          |           |
| Rygnummer                     | Rytter                     | Hold                     | Placering |
| 32                            | Tobias Lund Andresen       | Team DSM                 | 24        |
| 42                            | Sebastian Kolze Changizi   | Tudor Pro Cycling        | 26        |
| 87                            | Alexander Salby            | Bingoal WB               | DNS–4     |
| 122                           | Tobias Aagaard Hansen      | Leopard TOGT Pro Cycling | 32        |
| 123                           | Mads Østergaard Kristensen | Leopard TOGT Pro Cycling | 82        |
| 124                           | Oliver Knudsen             | Leopard TOGT Pro Cycling | DNF–1     |

* DNF = gennemførte ikke

* DNS = stillede ikke til start

### Startliste
| Jumbo-Visma TJV | Jumbo-Visma TJV          | Jumbo-Visma TJV |
| --------------- | ------------------------ | --------------- |
| Nr.             | Rytter                   | Placering       |
| 1               | Olav Kooij (NED)         | 1.              |
| 2               | Lennard Hofstede (NED)   | DNS-2           |
| 3               | Tim van Dijke (NED)      | 6.              |
| 4               | Jos van Emden (NED)      | 42.             |
| 5               | Gijs Leemreize (NED)     | 63.             |
| 6               | Timo Roosen (NED)        | 91.             |
| 7               | Tosh Van der Sande (BEL) | 50.             |

| Alpecin-Deceuninck ADC | Alpecin-Deceuninck ADC  | Alpecin-Deceuninck ADC |
| ---------------------- | ----------------------- | ---------------------- |
| Nr.                    | Rytter                  | Placering              |
| 11                     | Jakub Mareczko (ITA)    | 84.                    |
| 12                     | Ayco Bastiaens (BEL)    | 112.                   |
| 13                     | Robbe Ghys (BEL)        | 7.                     |
| 14                     | Senne Leysen (BEL)      | 31.                    |
| 15                     | Edward Planckaert (BEL) | 39.                    |
| 16                     | Jensen Plowright (AUS)  | 19.                    |
| 17                     | Siebe Roesems (BEL)     | 102.                   |

| Astana Qazaqstan Team AST | Astana Qazaqstan Team AST       | Astana Qazaqstan Team AST |
| ------------------------- | ------------------------------- | ------------------------- |
| Nr.                       | Rytter                          | Placering                 |
| 21                        | Mark Cavendish (GBR) (landevej) | 9.                        |
| 22                        | Cees Bol (NED)                  | 5.                        |
| 23                        | Martin Laas (EST)               | DNF-3                     |
| 24                        | Davide Martinelli (ITA)         | 113.                      |
| 25                        | Nurbergen Nurlykhassym (KAZ)    | 57.                       |
| 26                        | Gleb Syritsa                    | 47.                       |
| 27                        | Jurij Natarov (KAZ)             | 116.                      |

| Team DSM DSM | Team DSM DSM               | Team DSM DSM |
| ------------ | -------------------------- | ------------ |
| Nr.          | Rytter                     | Placering    |
| 31           | Sam Welsford (AUS)         | 2.           |
| 32           | Tobias Lund Andresen (DEN) | 24.          |
| 33           | John Degenkolb (GER)       | 55.          |
| 34           | Alexander Edmondson (AUS)  | 4.           |
| 35           | Nils Eekhoff (NED)         | 3.           |
| 36           | Patrick Eddy (AUS)         | 115.         |
| 37           | Tim Naberman (NED)         | 104.         |

| Tudor Pro Cycling Team TUD | Tudor Pro Cycling Team TUD     | Tudor Pro Cycling Team TUD |
| -------------------------- | ------------------------------ | -------------------------- |
| Nr.                        | Rytter                         | Placering                  |
| 41                         | Arvid de Kleijn (NED)          | 12.                        |
| 42                         | Sebastian Kolze Changizi (DEN) | 26.                        |
| 43                         | Tom Bohli (SUI)                | 94.                        |
| 44                         | Miká Heming (GER)              | 51.                        |
| 45                         | Petr Kelemen (CZE)             | 38.                        |
| 46                         | Rick Pluimers (NED)            | 23.                        |
| 47                         | Maikel Zijlaard (NED)          | DNF-2                      |

| Green Project-Bardiani CSF-Faizanè BCF | Green Project-Bardiani CSF-Faizanè BCF | Green Project-Bardiani CSF-Faizanè BCF |
| -------------------------------------- | -------------------------------------- | -------------------------------------- |
| Nr.                                    | Rytter                                 | Placering                              |
| 51                                     | Enrico Zanoncello (ITA)                | 28.                                    |
| 52                                     | Iker Bonillo (ESP)                     | 61.                                    |
| 53                                     | Omar El Gouzi (MAR)                    | DNF-1                                  |
| 54                                     | Riccardo Lucca (ITA)                   | 80.                                    |
| 55                                     | Filippo Fiorelli (ITA)                 | 48.                                    |
| 56                                     | Manuele Tarozzi (ITA)                  | 110.                                   |
| 57                                     | Filippo Magli (ITA)                    | 29.                                    |

| Q36.5 Pro Cycling Team Q36 | Q36.5 Pro Cycling Team Q36 | Q36.5 Pro Cycling Team Q36 |
| -------------------------- | -------------------------- | -------------------------- |
| Nr.                        | Rytter                     | Placering                  |
| 61                         | Matteo Moschetti (ITA)     | 56.                        |
| 62                         | Jack Bauer (NZL)           | 34.                        |
| 63                         | Filippo Conca (ITA)        | DNF-2                      |
| 64                         | Antonio Puppio (ITA)       | 119.                       |
| 65                         | Nicolò Parisini (ITA)      | DNS-2                      |
| 66                         | Joey Rosskopf (USA)        | 14.                        |
| 67                         | Szymon Sajnok (POL)        | 69.                        |

| Eolo-Kometa EOK | Eolo-Kometa EOK         | Eolo-Kometa EOK |
| --------------- | ----------------------- | --------------- |
| Nr.             | Rytter                  | Placering       |
| 71              | Mattia Bais (ITA)       | DNS-4           |
| 72              | Simone Bevilacqua (ITA) | 108.            |
| 73              | Giovanni Lonardi (ITA)  | 15.             |
| 74              | David Martín (ESP)      | 36.             |
| 75              | Andrea Pietrobon (ITA)  | 52.             |
| 76              | Samuele Rivi (ITA)      | 101.            |
| 77              | Javier Serrano (ESP)    | 67.             |

| Bingoal WB BWB | Bingoal WB BWB                 | Bingoal WB BWB |
| -------------- | ------------------------------ | -------------- |
| Nr.            | Rytter                         | Placering      |
| 81             | Alexander Salby (DEN)          | DNS-4          |
| 82             | Thibaut Bernard (BEL)          | 78.            |
| 83             | Guillaume Van Keirsbulck (BEL) | 18.            |
| 84             | Karl Patrick Lauk (EST)        | 97.            |
| 85             | Luca De Meester (BEL)          | 37.            |
| 86             | Rémy Mertz (BEL)               | 68.            |
| 87             | Matteo Malucelli (ITA)         | 25.            |

| Burgos-BH BBH | Burgos-BH BBH         | Burgos-BH BBH |
| ------------- | --------------------- | ------------- |
| Nr.           | Rytter                | Placering     |
| 91            | Jetse Bol (NED)       | 43.           |
| 92            | Rodrigo Álvarez (ESP) | 85.           |
| 93            | Jesús Ezquerra (ESP)  | 40.           |
| 94            | Sebastián Mora (ESP)  | 72.           |
| 95            | Felipe Orts (ESP)     | 75.           |
| 96            | Óscar Pelegrí (ESP)   | 59.           |
| 97            | Manuel Peñalver (ESP) | 22.           |

| Team Corratec-Selle Italia COR | Team Corratec-Selle Italia COR | Team Corratec-Selle Italia COR |
| ------------------------------ | ------------------------------ | ------------------------------ |
| Nr.                            | Rytter                         | Placering                      |
| 101                            | Attilio Viviani (ITA)          | 76.                            |
| 102                            | Antonio Barać (CRO)            | DNF-3                          |
| 103                            | Alexander Konysjev (ITA)       | 13.                            |
| 104                            | Jan Stöckli (SUI)              | 111.                           |
| 105                            | Giulio Masotto (ITA)           | DNF-4                          |
| 106                            | Etienne van Empel (NED)        | 71.                            |
| 107                            | Samuele Zambelli (ITA)         | 62.                            |

| Team Flanders-Baloise TFB | Team Flanders-Baloise TFB | Team Flanders-Baloise TFB |
| ------------------------- | ------------------------- | ------------------------- |
| Nr.                       | Rytter                    | Placering                 |
| 111                       | Noah Vandenbranden (BEL)  | 77.                       |
| 112                       | Tuur Dens (BEL)           | 73.                       |
| 113                       | Gilles De Wilde (BEL)     | DNS-4                     |
| 114                       | Milan Fretin (BEL)        | 45.                       |
| 115                       | Jules Hesters (BEL)       | 17.                       |
| 116                       | Aaron Van Poucke (BEL)    | 27.                       |

| Leopard TOGT Pro Cycling LTP | Leopard TOGT Pro Cycling LTP        | Leopard TOGT Pro Cycling LTP |
| ---------------------------- | ----------------------------------- | ---------------------------- |
| Nr.                          | Rytter                              | Placering                    |
| 121                          | Colin Heiderscheid (LUX) (landevej) | DNF-3                        |
| 122                          | Tobias Aagaard Hansen (DEN)         | 32.                          |
| 123                          | Mads Østergaard Kristensen (DEN)    | 82.                          |
| 124                          | Oliver Knudsen (DEN)                | DNF-1                        |
| 125                          | Cédric Pries (LUX)                  | 41.                          |
| 126                          | Nick van der Lijke (NED)            | DNF-4                        |
| 127                          | Miguel Heidemann (GER)              | 44.                          |

| TDT-Unibet TDT | TDT-Unibet TDT           | TDT-Unibet TDT |
| -------------- | ------------------------ | -------------- |
| Nr.            | Rytter                   | Placering      |
| 131            | Abram Stockman (BEL)     | 60.            |
| 132            | Harry Tanfield (GBR)     | 58.            |
| 133            | Joren Bloem (NED)        | 8.             |
| 134            | Davide Bomboi (BEL)      | 33.            |
| 135            | Yentl Vandevelde (BEL)   | 53.            |
| 136            | Martijn Budding (NED)    | 99.            |
| 137            | Hartthijs de Vries (NED) | 10.            |

| VolkerWessels Cycling Team VWE | VolkerWessels Cycling Team VWE | VolkerWessels Cycling Team VWE |
| ------------------------------ | ------------------------------ | ------------------------------ |
| Nr.                            | Rytter                         | Placering                      |
| 141                            | Coen Vermeltfoort (NED)        | 90.                            |
| 142                            | Jord Baak (NED)                | 100.                           |
| 143                            | Tijmen Eising (NED)            | DNF-3                          |
| 144                            | Timo de Jong (NED)             | DNF-3                          |
| 145                            | Max Kroonen (NED)              | 106.                           |
| 146                            | Bert-Jan Lindeman (NED)        | 83.                            |
| 147                            | Nick van der Meer (NED)        | 93.                            |

| Metec-Solarwatt p/b Mantel MET | Metec-Solarwatt p/b Mantel MET | Metec-Solarwatt p/b Mantel MET |
| ------------------------------ | ------------------------------ | ------------------------------ |
| Nr.                            | Rytter                         | Placering                      |
| 151                            | Thijs de Lange (NED)           | 95.                            |
| 152                            | Victor Broex (NED)             | 88.                            |
| 153                            | Lars Hohmann (NED)             | 35.                            |
| 154                            | Roan Konings (NED)             | 98.                            |
| 155                            | Rens Tulner (NED)              | 81.                            |
| 156                            | Lars Oreel (NED)               | 114.                           |
| 157                            | Axel van der Tuuk (NED)        | 92.                            |

| BEAT Cycling Club BCY | BEAT Cycling Club BCY   | BEAT Cycling Club BCY |
| --------------------- | ----------------------- | --------------------- |
| Nr.                   | Rytter                  | Placering             |
| 161                   | Matthijs Büchli (NED)   | 87.                   |
| 162                   | Guillaume Visser (NED)  | 96.                   |
| 163                   | Bram Dissel (NED)       | DNF-3                 |
| 164                   | Jochem Kerckhaert (NED) | 66.                   |
| 165                   | Yoeri Havik (NED)       | 11.                   |
| 166                   | Vincent Hoppezak (NED)  | 70.                   |
| 167                   | Emiel Vermeulen (BEL)   | 21.                   |

| À Bloc CT ABC | À Bloc CT ABC              | À Bloc CT ABC |
| ------------- | -------------------------- | ------------- |
| Nr.           | Rytter                     | Placering     |
| 171           | Jesper Rasch (NED)         | 64.           |
| 172           | Martijn Rasenberg (NED)    | 86.           |
| 173           | Jelle Johannink (NED)      | 54.           |
| 174           | Lars Loohuis (NED)         | 105.          |
| 175           | Mārtiņš Pluto (LAT)        | 30.           |
| 176           | Jan-Willem van Schip (NED) | 20.           |
| 177           | Luke Verburg (NED)         | 79.           |

| Allinq Continental Cycling Team ALQ | Allinq Continental Cycling Team ALQ | Allinq Continental Cycling Team ALQ |
| ----------------------------------- | ----------------------------------- | ----------------------------------- |
| Nr.                                 | Rytter                              | Placering                           |
| 181                                 | Rick Ottema (NED)                   | 16.                                 |
| 182                                 | Elmar Abma (NED)                    | 109.                                |
| 183                                 | Tim Bierkens (NED)                  | 103.                                |
| 184                                 | Mike Bronswijk (NED)                | 74.                                 |
| 185                                 | Lars Rouffaer (NED)                 | 89.                                 |
| 186                                 | Sam Gademan (NED)                   | 65.                                 |
| 187                                 | Nils Wolfenbuttel (NED)             | 117.                                |

| Bike Aid BAI | Bike Aid BAI          | Bike Aid BAI |
| ------------ | --------------------- | ------------ |
| Nr.          | Rytter                | Placering    |
| 191          | Léo Bouvier (FRA)     | 107.         |
| 192          | Enzo Decker (GER)     | DNF-1        |
| 193          | Vinzent Dorn (GER)    | 49.          |
| 194          | Francis Juneau (CAN)  | DNF-1        |
| 195          | Oliver Mattheis (GER) | 46.          |
| 196          | Adrian Zuger (GER)    | DNF-3        |
| 197          | Wesley Mol (NED)      | 118.         |

| Jumbo-Visma TJV | Jumbo-Visma TJV          | Jumbo-Visma TJV |
| --------------- | ------------------------ | --------------- |
| Nr.             | Rytter                   | Placering       |
| 1               | Olav Kooij (NED)         | 1.              |
| 2               | Lennard Hofstede (NED)   | DNS-2           |
| 3               | Tim van Dijke (NED)      | 6.              |
| 4               | Jos van Emden (NED)      | 42.             |
| 5               | Gijs Leemreize (NED)     | 63.             |
| 6               | Timo Roosen (NED)        | 91.             |
| 7               | Tosh Van der Sande (BEL) | 50.             |

| Alpecin-Deceuninck ADC | Alpecin-Deceuninck ADC  | Alpecin-Deceuninck ADC |
| ---------------------- | ----------------------- | ---------------------- |
| Nr.                    | Rytter                  | Placering              |
| 11                     | Jakub Mareczko (ITA)    | 84.                    |
| 12                     | Ayco Bastiaens (BEL)    | 112.                   |
| 13                     | Robbe Ghys (BEL)        | 7.                     |
| 14                     | Senne Leysen (BEL)      | 31.                    |
| 15                     | Edward Planckaert (BEL) | 39.                    |
| 16                     | Jensen Plowright (AUS)  | 19.                    |
| 17                     | Siebe Roesems (BEL)     | 102.                   |

| Astana Qazaqstan Team AST | Astana Qazaqstan Team AST       | Astana Qazaqstan Team AST |
| ------------------------- | ------------------------------- | ------------------------- |
| Nr.                       | Rytter                          | Placering                 |
| 21                        | Mark Cavendish (GBR) (landevej) | 9.                        |
| 22                        | Cees Bol (NED)                  | 5.                        |
| 23                        | Martin Laas (EST)               | DNF-3                     |
| 24                        | Davide Martinelli (ITA)         | 113.                      |
| 25                        | Nurbergen Nurlykhassym (KAZ)    | 57.                       |
| 26                        | Gleb Syritsa                    | 47.                       |
| 27                        | Jurij Natarov (KAZ)             | 116.                      |

| Team DSM DSM | Team DSM DSM               | Team DSM DSM |
| ------------ | -------------------------- | ------------ |
| Nr.          | Rytter                     | Placering    |
| 31           | Sam Welsford (AUS)         | 2.           |
| 32           | Tobias Lund Andresen (DEN) | 24.          |
| 33           | John Degenkolb (GER)       | 55.          |
| 34           | Alexander Edmondson (AUS)  | 4.           |
| 35           | Nils Eekhoff (NED)         | 3.           |
| 36           | Patrick Eddy (AUS)         | 115.         |
| 37           | Tim Naberman (NED)         | 104.         |

| Tudor Pro Cycling Team TUD | Tudor Pro Cycling Team TUD     | Tudor Pro Cycling Team TUD |
| -------------------------- | ------------------------------ | -------------------------- |
| Nr.                        | Rytter                         | Placering                  |
| 41                         | Arvid de Kleijn (NED)          | 12.                        |
| 42                         | Sebastian Kolze Changizi (DEN) | 26.                        |
| 43                         | Tom Bohli (SUI)                | 94.                        |
| 44                         | Miká Heming (GER)              | 51.                        |
| 45                         | Petr Kelemen (CZE)             | 38.                        |
| 46                         | Rick Pluimers (NED)            | 23.                        |
| 47                         | Maikel Zijlaard (NED)          | DNF-2                      |

| Green Project-Bardiani CSF-Faizanè BCF | Green Project-Bardiani CSF-Faizanè BCF | Green Project-Bardiani CSF-Faizanè BCF |
| -------------------------------------- | -------------------------------------- | -------------------------------------- |
| Nr.                                    | Rytter                                 | Placering                              |
| 51                                     | Enrico Zanoncello (ITA)                | 28.                                    |
| 52                                     | Iker Bonillo (ESP)                     | 61.                                    |
| 53                                     | Omar El Gouzi (MAR)                    | DNF-1                                  |
| 54                                     | Riccardo Lucca (ITA)                   | 80.                                    |
| 55                                     | Filippo Fiorelli (ITA)                 | 48.                                    |
| 56                                     | Manuele Tarozzi (ITA)                  | 110.                                   |
| 57                                     | Filippo Magli (ITA)                    | 29.                                    |

| Q36.5 Pro Cycling Team Q36 | Q36.5 Pro Cycling Team Q36 | Q36.5 Pro Cycling Team Q36 |
| -------------------------- | -------------------------- | -------------------------- |
| Nr.                        | Rytter                     | Placering                  |
| 61                         | Matteo Moschetti (ITA)     | 56.                        |
| 62                         | Jack Bauer (NZL)           | 34.                        |
| 63                         | Filippo Conca (ITA)        | DNF-2                      |
| 64                         | Antonio Puppio (ITA)       | 119.                       |
| 65                         | Nicolò Parisini (ITA)      | DNS-2                      |
| 66                         | Joey Rosskopf (USA)        | 14.                        |
| 67                         | Szymon Sajnok (POL)        | 69.                        |

| Eolo-Kometa EOK | Eolo-Kometa EOK         | Eolo-Kometa EOK |
| --------------- | ----------------------- | --------------- |
| Nr.             | Rytter                  | Placering       |
| 71              | Mattia Bais (ITA)       | DNS-4           |
| 72              | Simone Bevilacqua (ITA) | 108.            |
| 73              | Giovanni Lonardi (ITA)  | 15.             |
| 74              | David Martín (ESP)      | 36.             |
| 75              | Andrea Pietrobon (ITA)  | 52.             |
| 76              | Samuele Rivi (ITA)      | 101.            |
| 77              | Javier Serrano (ESP)    | 67.             |

| Bingoal WB BWB | Bingoal WB BWB                 | Bingoal WB BWB |
| -------------- | ------------------------------ | -------------- |
| Nr.            | Rytter                         | Placering      |
| 81             | Alexander Salby (DEN)          | DNS-4          |
| 82             | Thibaut Bernard (BEL)          | 78.            |
| 83             | Guillaume Van Keirsbulck (BEL) | 18.            |
| 84             | Karl Patrick Lauk (EST)        | 97.            |
| 85             | Luca De Meester (BEL)          | 37.            |
| 86             | Rémy Mertz (BEL)               | 68.            |
| 87             | Matteo Malucelli (ITA)         | 25.            |

| Burgos-BH BBH | Burgos-BH BBH         | Burgos-BH BBH |
| ------------- | --------------------- | ------------- |
| Nr.           | Rytter                | Placering     |
| 91            | Jetse Bol (NED)       | 43.           |
| 92            | Rodrigo Álvarez (ESP) | 85.           |
| 93            | Jesús Ezquerra (ESP)  | 40.           |
| 94            | Sebastián Mora (ESP)  | 72.           |
| 95            | Felipe Orts (ESP)     | 75.           |
| 96            | Óscar Pelegrí (ESP)   | 59.           |
| 97            | Manuel Peñalver (ESP) | 22.           |

| Team Corratec-Selle Italia COR | Team Corratec-Selle Italia COR | Team Corratec-Selle Italia COR |
| ------------------------------ | ------------------------------ | ------------------------------ |
| Nr.                            | Rytter                         | Placering                      |
| 101                            | Attilio Viviani (ITA)          | 76.                            |
| 102                            | Antonio Barać (CRO)            | DNF-3                          |
| 103                            | Alexander Konysjev (ITA)       | 13.                            |
| 104                            | Jan Stöckli (SUI)              | 111.                           |
| 105                            | Giulio Masotto (ITA)           | DNF-4                          |
| 106                            | Etienne van Empel (NED)        | 71.                            |
| 107                            | Samuele Zambelli (ITA)         | 62.                            |

| Team Flanders-Baloise TFB | Team Flanders-Baloise TFB | Team Flanders-Baloise TFB |
| ------------------------- | ------------------------- | ------------------------- |
| Nr.                       | Rytter                    | Placering                 |
| 111                       | Noah Vandenbranden (BEL)  | 77.                       |
| 112                       | Tuur Dens (BEL)           | 73.                       |
| 113                       | Gilles De Wilde (BEL)     | DNS-4                     |
| 114                       | Milan Fretin (BEL)        | 45.                       |
| 115                       | Jules Hesters (BEL)       | 17.                       |
| 116                       | Aaron Van Poucke (BEL)    | 27.                       |

| Leopard TOGT Pro Cycling LTP | Leopard TOGT Pro Cycling LTP        | Leopard TOGT Pro Cycling LTP |
| ---------------------------- | ----------------------------------- | ---------------------------- |
| Nr.                          | Rytter                              | Placering                    |
| 121                          | Colin Heiderscheid (LUX) (landevej) | DNF-3                        |
| 122                          | Tobias Aagaard Hansen (DEN)         | 32.                          |
| 123                          | Mads Østergaard Kristensen (DEN)    | 82.                          |
| 124                          | Oliver Knudsen (DEN)                | DNF-1                        |
| 125                          | Cédric Pries (LUX)                  | 41.                          |
| 126                          | Nick van der Lijke (NED)            | DNF-4                        |
| 127                          | Miguel Heidemann (GER)              | 44.                          |

| TDT-Unibet TDT | TDT-Unibet TDT           | TDT-Unibet TDT |
| -------------- | ------------------------ | -------------- |
| Nr.            | Rytter                   | Placering      |
| 131            | Abram Stockman (BEL)     | 60.            |
| 132            | Harry Tanfield (GBR)     | 58.            |
| 133            | Joren Bloem (NED)        | 8.             |
| 134            | Davide Bomboi (BEL)      | 33.            |
| 135            | Yentl Vandevelde (BEL)   | 53.            |
| 136            | Martijn Budding (NED)    | 99.            |
| 137            | Hartthijs de Vries (NED) | 10.            |

| VolkerWessels Cycling Team VWE | VolkerWessels Cycling Team VWE | VolkerWessels Cycling Team VWE |
| ------------------------------ | ------------------------------ | ------------------------------ |
| Nr.                            | Rytter                         | Placering                      |
| 141                            | Coen Vermeltfoort (NED)        | 90.                            |
| 142                            | Jord Baak (NED)                | 100.                           |
| 143                            | Tijmen Eising (NED)            | DNF-3                          |
| 144                            | Timo de Jong (NED)             | DNF-3                          |
| 145                            | Max Kroonen (NED)              | 106.                           |
| 146                            | Bert-Jan Lindeman (NED)        | 83.                            |
| 147                            | Nick van der Meer (NED)        | 93.                            |

| Metec-Solarwatt p/b Mantel MET | Metec-Solarwatt p/b Mantel MET | Metec-Solarwatt p/b Mantel MET |
| ------------------------------ | ------------------------------ | ------------------------------ |
| Nr.                            | Rytter                         | Placering                      |
| 151                            | Thijs de Lange (NED)           | 95.                            |
| 152                            | Victor Broex (NED)             | 88.                            |
| 153                            | Lars Hohmann (NED)             | 35.                            |
| 154                            | Roan Konings (NED)             | 98.                            |
| 155                            | Rens Tulner (NED)              | 81.                            |
| 156                            | Lars Oreel (NED)               | 114.                           |
| 157                            | Axel van der Tuuk (NED)        | 92.                            |

| BEAT Cycling Club BCY | BEAT Cycling Club BCY   | BEAT Cycling Club BCY |
| --------------------- | ----------------------- | --------------------- |
| Nr.                   | Rytter                  | Placering             |
| 161                   | Matthijs Büchli (NED)   | 87.                   |
| 162                   | Guillaume Visser (NED)  | 96.                   |
| 163                   | Bram Dissel (NED)       | DNF-3                 |
| 164                   | Jochem Kerckhaert (NED) | 66.                   |
| 165                   | Yoeri Havik (NED)       | 11.                   |
| 166                   | Vincent Hoppezak (NED)  | 70.                   |
| 167                   | Emiel Vermeulen (BEL)   | 21.                   |

| À Bloc CT ABC | À Bloc CT ABC              | À Bloc CT ABC |
| ------------- | -------------------------- | ------------- |
| Nr.           | Rytter                     | Placering     |
| 171           | Jesper Rasch (NED)         | 64.           |
| 172           | Martijn Rasenberg (NED)    | 86.           |
| 173           | Jelle Johannink (NED)      | 54.           |
| 174           | Lars Loohuis (NED)         | 105.          |
| 175           | Mārtiņš Pluto (LAT)        | 30.           |
| 176           | Jan-Willem van Schip (NED) | 20.           |
| 177           | Luke Verburg (NED)         | 79.           |

| Allinq Continental Cycling Team ALQ | Allinq Continental Cycling Team ALQ | Allinq Continental Cycling Team ALQ |
| ----------------------------------- | ----------------------------------- | ----------------------------------- |
| Nr.                                 | Rytter                              | Placering                           |
| 181                                 | Rick Ottema (NED)                   | 16.                                 |
| 182                                 | Elmar Abma (NED)                    | 109.                                |
| 183                                 | Tim Bierkens (NED)                  | 103.                                |
| 184                                 | Mike Bronswijk (NED)                | 74.                                 |
| 185                                 | Lars Rouffaer (NED)                 | 89.                                 |
| 186                                 | Sam Gademan (NED)                   | 65.                                 |
| 187                                 | Nils Wolfenbuttel (NED)             | 117.                                |

| Bike Aid BAI | Bike Aid BAI          | Bike Aid BAI |
| ------------ | --------------------- | ------------ |
| Nr.          | Rytter                | Placering    |
| 191          | Léo Bouvier (FRA)     | 107.         |
| 192          | Enzo Decker (GER)     | DNF-1        |
| 193          | Vinzent Dorn (GER)    | 49.          |
| 194          | Francis Juneau (CAN)  | DNF-1        |
| 195          | Oliver Mattheis (GER) | 46.          |
| 196          | Adrian Zuger (GER)    | DNF-3        |
| 197          | Wesley Mol (NED)      | 118.         |